# Synsphyronus ejuncidus
Synsphyronus ejuncidus är en spindeldjursart som beskrevs av Harvey 1987. Synsphyronus ejuncidus ingår i släktet Synsphyronus och familjen gammelekklokrypare. Inga underarter finns listade i Catalogue of Life.